# 独身生活
『独身生活』（どくしんせいかつ）は、1999年7月9日から9月17日まで毎週金曜日22:00 - 22:54にTBS系の金曜ドラマで放送された日本のテレビドラマ。全10回。

## ストーリー
昼はエリート銀行員、夜はデートクラブ嬢という二重生活を送る女性を中心に、自分の生き方を探し求める男女の姿を描いたラブストーリー。

## キャスト
- 大沢杏子 - 江角マキコ
- 杉原あゆみ - 加藤紀子
- 島村正樹 - 中村俊介
- 広田理恵 - 椋木美羽
- 久美 - 中島ひろ子
- 津田課長 - 山口良一
- 榎本洋介 - 池田政典
- 山岸冴子 - 鮎ゆうき
- 川村浩二 - 相島一之
- 立花恵子 - はしのえみ
- 佐藤太一 - 木下明水
- 吉川史郎 - 大杉漣
- 大沢郁江 - 馬渕晴子
- 山岸真一 - 佐藤浩市
- 寺脇康文（第1話、友情出演）

## スタッフ
- 脚本 - 尾崎将也
- 音楽 - 岩代太郎
- 主題歌 - 久保田利伸「The Sound of Carnival」
- プロデュース - 成合由香
- 演出 - 吉田秋生、清弘誠、戸高正啓
- 演出補 - 平川雄一朗

## 受賞歴
- 第22回ザテレビジョンドラマアカデミー賞
  - ベストドレッサー賞（『独身生活』）[1]

## サブタイトル
| 各話                                                       | 放送日        | サブタイトル       | 演出     | 視聴率 |
| ---------------------------------------------------------- | ------------- | ------------------ | -------- | ------ |
| 第1回                                                      | 1999年7月9日  | 堕ちていく女       | 吉田秋生 | 16.4%  |
| 第2回                                                      | 1999年7月16日 | 秘密のデートクラブ | 吉田秋生 | 11.4%  |
| 第3回                                                      | 1999年7月23日 | 罰を与えられた夜   | 戸髙正啓 | 12.5%  |
| 第4回                                                      | 1999年7月30日 | バレてしまった正体 | 戸髙正啓 | 11.6%  |
| 第5回                                                      | 1999年8月6日  | 全部が嘘だったの?  | 清弘誠   | ??.?%  |
| 第6回                                                      | 1999年8月13日 | 週刊誌での魔女狩り | 吉田秋生 | 12.1%  |
| 第7回                                                      | 1999年8月27日 | しのびよる魔の手   | 吉田秋生 | 11.0%  |
| 第8回                                                      | 1999年9月3日  | 母の逆上と燃える家 | 清弘誠   | 11.8%  |
| 第9回                                                      | 1999年9月10日 | 私の秘密をバラして | 清弘誠   | 10.4%  |
| 最終回                                                     | 1999年9月17日 | 最後に語る真実     | 吉田秋生 | 14.2%  |
| 平均視聴率12.1% （視聴率は関東地区・ビデオリサーチ社調べ） |               |                    |          |        |

※8月20日は『世界陸上1999・スペインセビリア大会』中継のため休止。